# Royal Assent by Commission Act 1541
Il Royal Assent by Commission Act 1541 (33 Hen. 8. c. 21) fu un atto del Parlamento d'Inghilterra, approvato nel 1542, che imputò alla regina Catherine Howard l'adulterio, autorizzandone così l'esecuzione. Prevedeva inoltre che tutti i beni della regina Catherine sarebbero stati confiscati alla Corona, creando al contempo un nuovo metodo con cui l'assenso reale poteva essere concesso alla legislazione.
La regina Caterina doveva essere condannata tramite atto di condanna, piuttosto che tramite un'ordinaria azione penale in un tribunale. Tuttavia, fino al 1542 l'assenso reale poteva essere concesso solo dal re in persona, durante una cerimonia in cui l'intero testo dell'atto sarebbe stato letto ad alta voce. Il re Enrico VIII decise che "la ripetizione di una storia così dolorosa e la narrazione di un crimine così infame" in sua presenza "avrebbero potuto riaprire una ferita che si stava già chiudendo nel petto reale". Per evitare ciò, il Parlamento inserì una clausola nell'atto di condanna, che prevedeva che l'assenso reale potesse essere concesso da commissari nominati allo scopo, invece che dal re in persona. Inizialmente utilizzata con parsimonia, la nuova procedura divenne gradualmente più frequente fino a diventare la prassi consueta. L'ultimo monarca a concedere l'assenso reale di persona fu la regina Vittoria nel 1854.
La legge è stata abrogata dalla sezione 2(2) del Royal Assent Act 1967 (c. 23), che tuttavia ha preservato il ruolo dei Commissari.
La presente legge è stata abrogata per la Repubblica d'Irlanda dalle sezioni 2(1) e 3(1) e dalla Parte 2 dell'Allegato 2 dello Statute Law Revision Act 2007.

## Altre disposizioni
Tuttavia, l'atto del 1541 era più di un atto di condanna. Dichiarava anche alto tradimento per chiunque sposasse il re (o i suoi successori) nascondere al monarca la propria precedente storia sessuale. Divenne tradimento per qualsiasi terza parte nascondere tale conoscenza per più di 20 giorni dopo il matrimonio, o incitare un altro ad avere "conoscenza carnale" della regina consorte, o della moglie del figlio del monarca, o per la regina o la principessa incitare qualcuno a farlo. Queste disposizioni furono abrogate dalla sezione 2 del Treason Act del 1547 (1 Edw. 6. c. 12).